# Eduardo Vasconcelos
Eduardo Vasconcelos fue un destacado político y abogado mexicano nacido en Oaxaca, miembro del Partido Revolucionario Institucional, ocupando varios cargos de importancia.
Eduardo Vasconelos realizó sus estudios en el Instituto de Ciencias y Artes de Oaxaca y posteriormente se recibió de abogado en la Universidad Nacional Autónoma de México.
Ocupó los siguientes puestos: diputado al Congreso de la Unión, procurador de Justicia en el Estado de Guerrero, secretario de Gobierno del Estado de México, rector del Instituto Científico y Literario de Toluca, secretario de Gobernación y de Educación Pública durante el gobierno de Abelardo L. Rodríguez, ministro de la Suprema Corte de Justicia durante el Gobierno de Manuel Ávila Camacho. 
Con estos antecedentes fue designado como Gobernador interino a la salida del Gral. Edmundo M. Sánchez Cano. En el gobierno de su estado natal, llevó a cabo importantes obras carreteras y de infraestructura. En 1872, su abuelo, Francisco Vasconcelos, fue elegido presidente municipal de la ciudad de Oaxaca.